# 제주벚나무
제주벚나무(濟州－, 학명: Prunus × nudiflora 프루누스 누디플로라[*], 영어: Jeju flowering cherry)는 장미과의 낙엽성 교목이다. 올벚나무를 모계로, 산벚나무를 부계로 둔 잡종 벚나무로, 한국에 분포한다. 최근까지 일본 왕벚나무(P. × yedoensis)의 기원으로 알려져 있었으나, 2016년에 일본 학자들에 의해 다른 식물임이 밝혀졌다.

## 분포
제주도의 한라산과 전라북도의 대둔산에 자생한다. 한라산에서는 제주벚나무 194그루가 해발 165미터에서 853미터 사이에 분포한다. 제주벚나무의 자생지는 대한민국에서 천연기념물로 지정, 보호하고 있다.
- 제주 관음사 왕벚나무 자생지: 제주특별자치도 제주시
- 제주 봉개동 왕벚나무 자생지: 제주특별자치도 제주시
- 제주 신례리 왕벚나무 자생지: 제주특별자치도 서귀포시
- 해남 대둔산 왕벚나무 자생지: 전라북도 해남군

## 생태
키는 10~15m쯤 되며, 줄기는 회갈색이거나 짙은 회색이며, 가로로 긴 껍질눈이 있다. 나이가 많이 든 나무는 세로로 껍질이 갈라진다. 잎은 어긋나고 타원꼴 달걀 모양(타원상 난형) 또는 거꿀달걀 모양(도란형)이며, 가장 자리에 예리한 톱니가 있고 잎자루 끝에 2개의 꿀샘이 있다. 벚꽃이 잎보다 먼저 피고 3-6개가 산형으로 달린다. 꽃봉오리는 분홍색이 돌고 활짝 피면 백색이다. 둥근 버찌가 6~7월에 적홍색에서 자흑색으로 익는다. 씨를 맺는 것이 매우 부실하여, 자연적으로는 많이 퍼지지 못한다.

## 분류학적 계통과 역사
1908년 서귀포에 살던 프랑스인 신부 타케가 한라산 자락에 있는 관음사 뒤 해발 600미터 지점에서 채집한 것을 당시 장미과의 권위자인 독일 베를린 대학 교수 쾨네가 왕벚나무(P. yedoensis)의 새로운 변종 var. nudiflora로 보고한 것이 첫 분류학적 기록이다.
한라산에서 해발 165미터에서 853미터 사이에 자생하는 제주벚나무는 그보다 더 높은 곳에서 자라는 산벚나무와 더 낮은 곳에서 자라는 올벚나무의 자연 잡종으로 생긴 것으로 추정되어 왔다. 잎자루와 꽃이 연결되는 부분의 모양과 털의 특성이 그를 뒷받침한다. 1977년 동질효소 연구에 의해 왕벚나무가 실제로 올벚나무와 산벚나무 사이에서 만들어진 종간 잡종임이 밝혀졌다.
이후에 한라산 자생 제주벚나무(P. × nudiflora)와 흔히 심어 기르는 일본산 재배종 왕벚나무(P. × yedoensis)가 다른 분류군일 가능성이 제시되었다. 왕벚나무의 기본종이 제주도 왕벚나무라는 주장은 일제강점기였던 1932년 일본의 생물학자 고이즈미에 의해 제기되었으나, 식민 지배가 종료된 이후 왕벚나무가 일본 사회에서 지닌 상징성 등으로 인해 왕벚나무의 제주도 기원설을 주장하던 일본 학자들은 새로운 연구결과가 없음에도 잡종기원설로 돌아섰다. 이후 다케나카의 형태학적 분석 등이 새로운 연구 결과가 나오면서 일본 학계에서는 잡종기원설이 점차 주류로 자리잡았다. 한국 학계에서는 자생 제주벚나무가 새롭게 발견되고 벚꽃놀이가 확산되면서 재배종 왕벚나무의 제주도 기원설이 계속 유지되었는데, 재배종 왕벚나무 제주도 기원설이 일본 문화의 영향을 받은 벚꽃놀이를 정당화하는 역할을 하기도 했다.
후에 DNA 염기 서열 분석 등 분자계통학적 연구를 통해 다른 종일 수 있다는 결과가 나왔으나, 수목은 종의 변화가 빠른편이고 환경의 변화에도 달라지기 때문에 확실한 결과가 아니었다. 2016년 12월에 일본의 국립연구 개발 법인삼림 종합연구소와 오카야마 이과 대학이 형태나 유전 정보에 근거하는 최신 연구를 바탕으로 벚나무의 종간 잡종에 분류 체계를 재검토하고 새 학명을 정리해서 발표하였는데, 이 발표에 따르면 왕벚나무는 올벚나무과 오시마벚나무의 종간 잡종으로 확인되었다. 오시마벚나무가 이즈제도에 자생하는 일본 고유종이며 제주도에는 분포하지 않기 때문에, 왕벚나무가 한국의 제주벚나무와 별개의 종인 것이 밝혀졌다.

## 같이 보기
- 벚꽃